# Junioren-Weltmeisterschaften im Rudern 2021

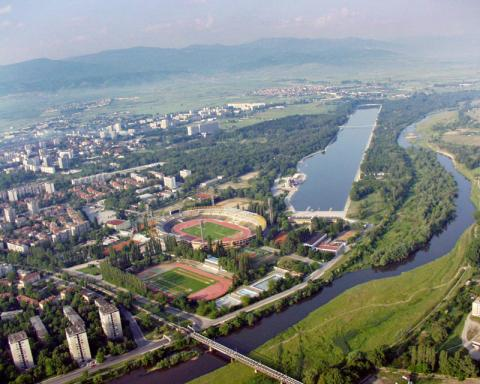
Luftbild des Ruderkanals Plowdiw

Die Junioren-Weltmeisterschaften im Rudern 2021 fanden vom 11. bis 15. August 2021 in Plowdiw in Bulgarien statt. Die Wettbewerbe wurden auf dem Ruderkanal Plowdiw ausgetragen.
Nachdem die Fisa 2020 die Junioren-Weltmeisterschaften aufgrund der COVID-19-Pandemie absagen musste, gab sie am 10. Mai 2021 bekannt, dass sie 2021 durchgeführt werden kann. Ein zwischen dem Weltruderverband und der Weltgesundheitsorganisation abgestimmtes Konzept zur Durchführung von Regatten kann in Absprache mit dem Organisationskomitee, der Stadt und dem Gesundheitsministerium erfolgreich umgesetzt werden.
Die Organisatoren sind sehr erfahren in der Durchführung von internationalen Ruderregatten. Auf dem im Jahr 1988 künstlich angelegten Ruderkanal wurden schon die Junioren-Weltmeisterschaften 1999 und die Junioren-Weltmeisterschaften 2012 durchgeführt. Außerdem fanden hier unter anderem die Weltmeisterschaften 2012 und 2018 sowie die Europameisterschaften 2011 statt.
Bei den Meisterschaften wurden 14 Wettbewerbe ausgetragen, davon jeweils sieben für Jungen und Mädchen.
Teilnahmeberechtigt war eine Mannschaft je Wettbewerbsklasse aus allen Mitgliedsverbänden des Weltruderverbandes. Eine Qualifikationsregatta existierte nicht.

## Ergebnisse
Hier sind die Medaillengewinner aus den A-Finals aufgelistet. Diese waren mit sechs Booten besetzt, die sich über Vor- und Hoffnungsläufe sowie Viertel- und Halbfinals für das Finale qualifizieren mussten. Die Streckenlänge betrug in allen Läufen 2000 Meter.

### Junioren
| Bootsklasse                   | Gold | Gold    | Silber | Silber  | Bronze | Bronze  |
| ----------------------------- | --- | ------- | --- | ------- | --- | ------- |
| Einer (JM1x)                  | Litauen Povilas Juškevičius | 7:02,00 | Belgien Aaron Andries | 7:02,60 | Vereinigte Staaten Isaiah Harrison | 7:03,67 |
| Doppelzweier (JM2x)           | Deutschland Finn Stäblein Adrian Groth | 6:28,32 | Frankreich Samuel Arque Martin Bauer | 6:34,20 | Polen Mikolaj Kulka Daniel Galeza | 6:35,13 |
| Doppelvierer (JM4x)           | Deutschland Timo Strache Adrian-Nick Bastian Sydney Garbers Maximilian Pfautsch                                                                 | 5:52,22 | Italien Francesco Pallozzi Marco Gandola Nicolo Bizzozero Andrea Licatalosi                                                                           | 5:54,59 | Tschechien Jiří Ingr Jan Čížek Jan Koška Adam Šnajdr | 5:56,10 |
| Zweier ohne Steuermann (JM2-) | Rumänien Andrei-Petrişor Axintoi Iliuţă-Leontin Nuţescu                                                                                         | 6:41,99 | Deutschland Paul Martin Kieran Holthues | 6:43,65 | Kanada Alexander Gonin Matteo Banducci | 6:45,22 |
| Vierer ohne Steuermann (JM4-) | Spanien Jorge Knabe Pablo Moreno Juan Palomino Eric Pastor                                                                                      | 6:03,66 | Italien Pietro Gilli Antonio Distefano Victor Kushnir Francesco Bardelli                                                                              | 6:06,56 | Deutschland Johann Svoboda Lukas Wojciechowski Kort Fricke Mika Richter                                                                                          | 6:09,86 |
| Vierer mit Steuermann (JM4+)  | Italien Emilio Pappalettera Simone Pappalepore Luca Vicino Marco Vicino Andrea Pagliaro (Stm.)                                                  | 6:18,23 | Türkei Enver Erman Serkan Erkal Kaan Yılmaz Aydın Ali Ardıl İlgün Ege Büyükçetin (Stm.)                                                               | 6:21,53 | Frankreich Balthazar Chove Pierre-Esteban Soubeste Ethan Chouraqui Awen Thomas Lucie Mercier (Stf.)                                                              | 6:24,31 |
| Achter (JM8+)                 | Vereinigte Staaten Stephan Warming Aidan Murphy Julian Thomas Miles Hudgins John Patton Jordan Dykema Ryan Link Tyler Horler Adam Casler (Stm.) | 5:47,70 | Deutschland Fritz Rautenberg Dominic Ruehling Elias Wittenburg Hannes Post Mark Kohlbach Moritz Grauert Enno Mönch Henning Käufer Lina Mistera (Stf.) | 5:50,03 | Russland Iwan Pozdniakow Alexander Nikolaew Dmitrii Gunkin Daniil Smirnow Ignat Trembach Mikhai Deriugin Lev Dobriantsew Kirill Solomonow Ivan Chebotarew (Stf.) | 5:52,17 |

### Juniorinnen
| Bootsklasse                   | Gold | Gold    | Silber | Silber  | Bronze | Bronze  |
| ----------------------------- | --- | ------- | --- | ------- | --- | ------- |
| Einer (JW1x)                  | Schweiz Aurelia-Maxima Janzen | 7:55,02 | Italien Giulia Clerici | 7:57,37 | Griechenland Evangelia Fragkou | 7:57,53 |
| Doppelzweier (JW2x)           | Niederlande Lotta van Westreenen Phaedra van der Molen | 7:13,80 | Frankreich Gaia Umbra Chiavini Jeanne Roche | 7:14,06 | Irland Holly Davies Rachel Bradley | 7:15,62 |
| Doppelvierer (JW4x)           | Schweiz Thalia Ahumada Ireland Nicole Schmid Lina Kühn Olivia Roth                                                                                              | 6:34,81 | Italien Susanna Pedrola Giulia Bosio Alice Gnatta Francesca Rubeo                                                                                               | 6:36,19 | Deutschland Rebekka Falkenberg Lina Götze Johanna Debus Marlene Schollmeyer | 6:38,65 |
| Zweier ohne Steuerfrau (JW2-) | Frankreich Zélie Jacoulet Fleur Vaucoret | 7:29,90 | Chile Magdalena Jesus Nannig Rojas Antonia Leonor Liewald Heise                                                                                                 | 7:30,39 | Deutschland Lena Gresens Anni Kötitz | 7:32,17 |
| Vierer ohne Steuerfrau (JW4-) | Rumänien Daria-Ioana Dinulescu Maria Guzran Elena-Maria Robitu Ancuţa-Adelina Ungurean                                                                          | 6:51,15 | Frankreich Celine Gorguet Lea Herscovici Jeanne Sellier Agathe Oudet                                                                                            | 6:52,26 | Italien Giorgia Sciattella Emma Cuzzocrea Meagan Goldsmith Paris Burbine | 6:52,39 |
| Vierer mit Steuerfrau (JW4+)  | Vereinigte Staaten Quincy Stone Imogen Cabot Jane Cox Julia Veith Victoria Grieder (Stf.)                                                                       | 7:05,90 | Italien Vittoria Calabrese Alice Codato Anna Benazzo Chiara Benvenuti Serena Mossi (Stf.)                                                                       | 7:11,41 | Deutschland Anna Hördemann Paula Becher Emma Arp Nora Radke Annalena Brökel (Stf.) | 7:15,19 |
| Achter (JW8+)                 | Vereinigte Staaten Elsa Hartman Catherine van Stone Paloma Sequeira Sophia Klessel Mia Levy Julietta Camahort Sofia Simone Nora Goodwillie Lauren Peters (Stf.) | 6:34,51 | Deutschland Andra Aumann Johanna Sziedat Celina Grunwald Anne Schepinski Marie Luise Kohlbach Frederike Föster Eva Weitzel Emilia Fritz Magdalena Hallay (Stf.) | 6:38,20 | Rumänien Elena Silvia Mocanu Elena-Andreea Cerbu Ana-Maria Loghin Florentina-Georgiana Neculăeasa Valentina Amalia Azoiţei Alexandra-Georgiana Ruşcuţă Petruţa-Ionela Popa Mariana-Laura Dumitru Victoria-Ștefania Petreanu (Stf.) | 6:39,89 |

## Medaillenspiegel
| Platz | Land               | Gold | Silber | Bronze | Gesamt |
| ----- | ------------------ | ---- | ------ | ------ | ------ |
| 1     | Vereinigte Staaten | 3    |        | 1      | 4      |
| 2     | Deutschland        | 2    | 3      | 4      | 9      |
| 3     | Rumänien           | 2    |        | 1      | 3      |
| 4     | Schweiz            | 2    |        |        | 2      |
| 5     | Italien            | 1    | 5      | 1      | 7      |
| 6     | Frankreich         | 1    | 3      | 1      | 5      |
| 7     | Litauen            | 1    |        |        | 1      |
| 7     | Niederlande        | 1    |        |        | 1      |
| 7     | Spanien            | 1    |        |        | 1      |
| 10    | Belgien            |      | 1      |        | 1      |
| 10    | Chile              |      | 1      |        | 1      |
| 10    | Türkei             |      | 1      |        | 1      |
| 13    | Griechenland       |      |        | 1      | 1      |
| 13    | Irland             |      |        | 1      | 1      |
| 13    | Kanada             |      |        | 1      | 1      |
| 13    | Polen              |      |        | 1      | 1      |
| 13    | Russland           |      |        | 1      | 1      |
| 13    | Tschechien         |      |        | 1      | 1      |
| Summe | Summe              | 14   | 14     | 14     | 42     |